# Valentina Scandolara
Valentina Scandolara (Soave (Verona), 1 mei 1990) is een Italiaanse wielrenster die actief is op de weg, op de baan en in het veld.
In 2014 en 2015 reed Scandolara voor het Australische team Orica-AIS en in 2016 reed zij, samen met haar landgenote Rossella Ratto, voor de Amerikaanse ploeg Cylance Pro Cycling. In 2017 maakte ze de overstap naar WM3 Pro Cycling en in 2018 had ze aanvankelijk geen ploeg, maar tekende per 8 augustus bij het Amerikaanse Team Tibco. In 2019 reed ze bij Cogeas-Mettler en in 2021 bij Aromitalia-Basso Bikes-Vaiano.
Scandolara werd driemaal Italiaans kampioen op de weg bij de junioren. Ze werd tweemaal Europees kampioen op de weg bij de junioren en eenmaal op de baan, in de puntenkoers onder 23 jaar. Bij de elite won ze zilver op het WK Ploegentijdrit met haar ploeg Orica-AIS in 2014 in het Spaanse Ponferrada. Ze won onder andere Dwars door de Westhoek, de Giro del Trentino Alto Adige-Südtirol en etappes in de Thüringen Rundfahrt en de Tour de l'Ardèche.

## Belangrijkste overwinningen

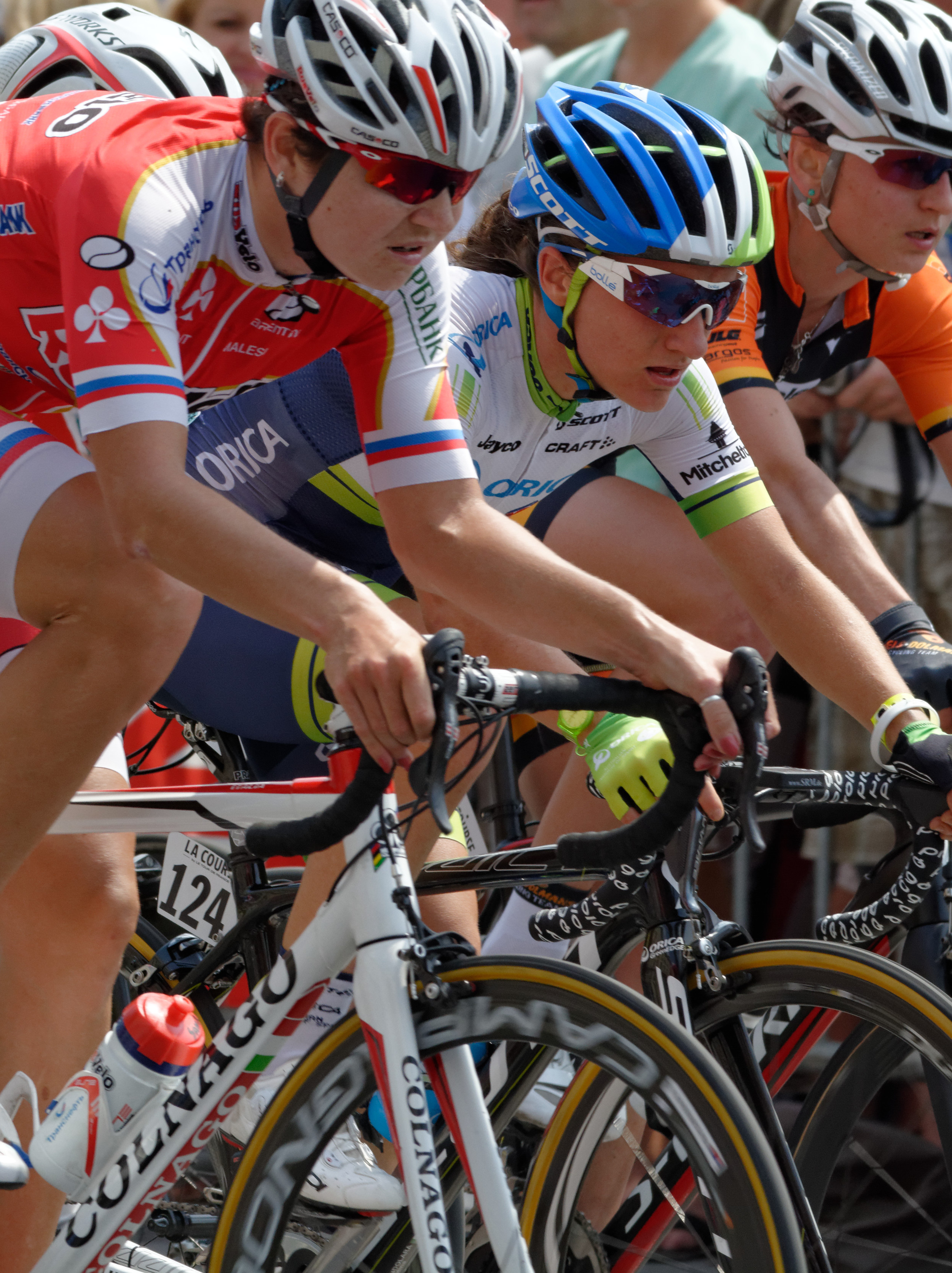
Valentina Scandolara (Orica-AIS) tijdens La Course 2014.

### Op de weg
2005
 Italiaans kampioen op de weg (junior)
2006
 Italiaans kampioen op de weg (junior)
 Italiaans kampioenschap tijdrijden (junior)
2007
 Europees kampioen op de weg (junior)
 WK op de weg (junior)
2008
 Europees kampioen op de weg (junior)
 Italiaans kampioen op de weg (junior)
2013
 Bergklassement GP Elsy Jacobs
6e etappe Thüringen Rundfahrt
2014
 WK Ploegentijdrit (met Orica-AIS)
 Italiaans kampioenschap op de weg
Giro del Trentino Alto Adige-Südtirol
2015
 Puntenklassement Giro della Toscana
4e etappe Tour de l'Ardèche
2017
Dwars door de Westhoek
Bay Cycling Classic
2019
Bay Cycling Classic

### Op de baan
2008
- WK Baan (puntenkoers, junior)
- Europese kampioenschappen (scratch, junior)
- Europese kampioenschappen (achtervolging, junior)

2011
- Europees kampioen, puntenkoers (onder 23)
- Italiaans kampioenschap, team sprint

### In het veld
2012
- Italiaans kampioenschap veldrijden

2013
- Italiaans kampioenschap veldrijden